# Arthur Sasse

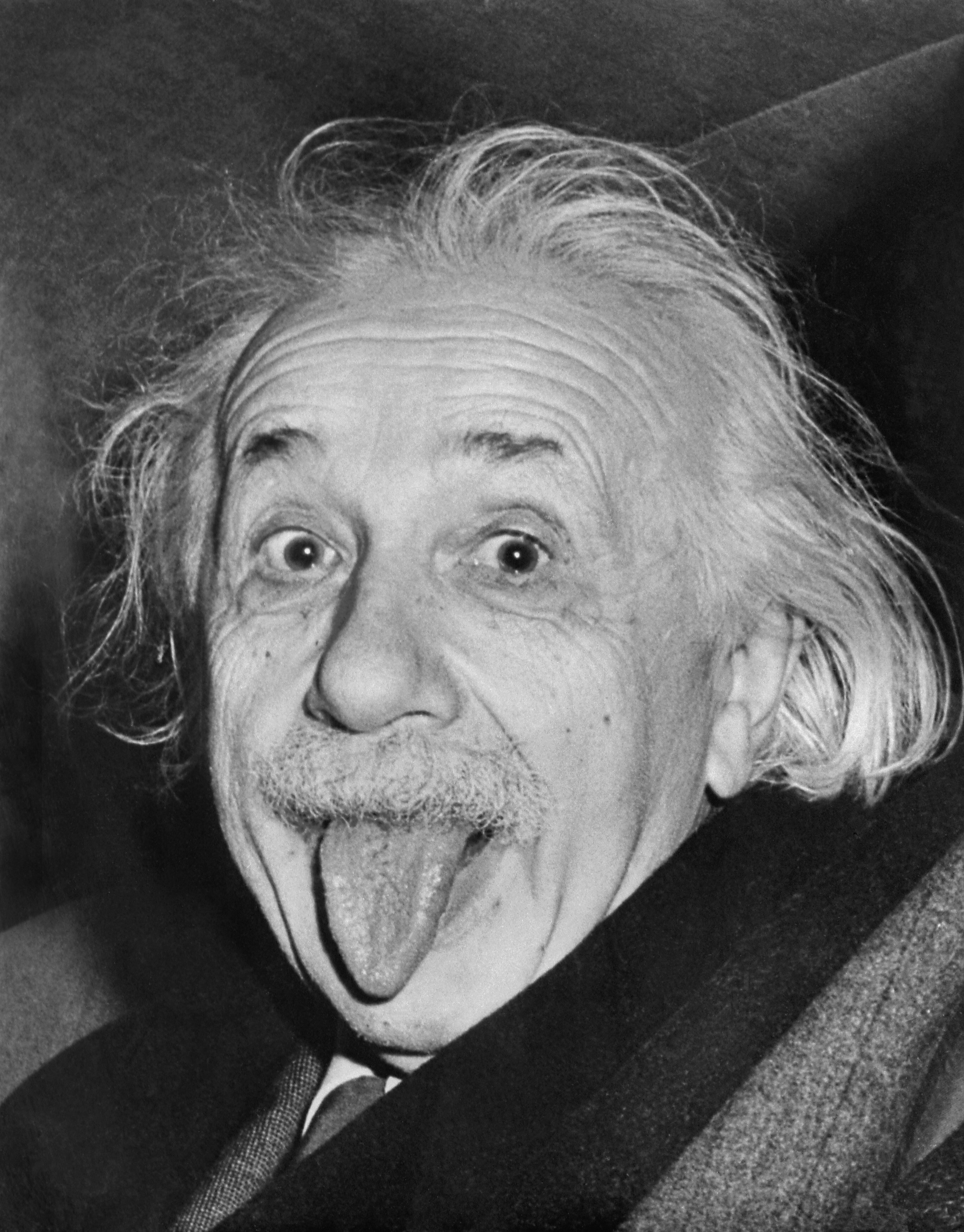
Albert Einstein tirant la langue (1951)

Arthur Sasse né le 20 janvier 1899 et mort en 3 octobre 1991, est un photographe américain de l'agence américaine United Press International. Sa notoriété est essentiellement liée à la photographie qu'il a réalisée en 1951 d'Albert Einstein tirant la langue.

## Biographie
En 1938, il reçoit le prix "National News Picture Contest" de la meilleure photographie avec le cliché d'une marche d'une compagnie de la Légion étrangère.

Avec l'assentiment de la société zoologique de New York, Arthur Sasse a photographié les animaux du Zoo du Bronx puis il a été le premier photographe autorisé à exposer ses œuvres dans ce zoo en 1948,.

### La photographie d'Albert Einstein tirant la langue
Du fait de l'importance de son sujet, prix Nobel de physique et de son caractère décalé, l'image d'Albert Einstein tirant la langue est l'une des photographies emblématiques du XXe siècle.

La photographie a été prise le 14 mars 1951, après la célébration du 72e anniversaire d'Einstein au Club de Princeton. Quittant la soirée, il traverse une foule de journalistes pour prendre place, avec ses amis, dans une voiture. Einstein, dans un geste d'impudence spontané, tire la langue aux journalistes qui retardent son départ. Le seul photographe à réussir le cliché du physicien, à cet instant précis, est Arthur Sasse.

La pertinence de la publication de ce cliché a été fortement débattue par les rédacteurs de Sasse avant qu'il ne soit publié dans le réseau de l'International News Service. L'image est devenue l'une des plus populaires jamais prises d'Einstein, celui-ci en ayant demandé neuf copies pour son usage personnel à Sasse.

L'un de ces tirages de la photographie, signé de la main d'Einstein, a atteint le prix record de 74324$ lors d'une vente aux enchères en 2009.